# Errigoiti
Errigoiti è un comune spagnolo di 485 abitanti situato nella comunità autonoma dei Paesi Baschi.